# Riba de Saelices
Riba de Saelices és un municipi de la província de Guadalajara, a la comunitat autònoma de Castella-La Manxa.